# Peshawar (distrikt)

Karta över Nordvästra Gränsprovinsen med distriktet Vehari markerat i gult

Peshawar är ett distrikt i den pakistanska provinsen Nordvästra Gränsprovinsen. Distriktets administrativa huvudort är Peshawar.
Distriktet har 2 019 118 invånare (1998) och en yta på 1 257 km2.